# Физогастрия

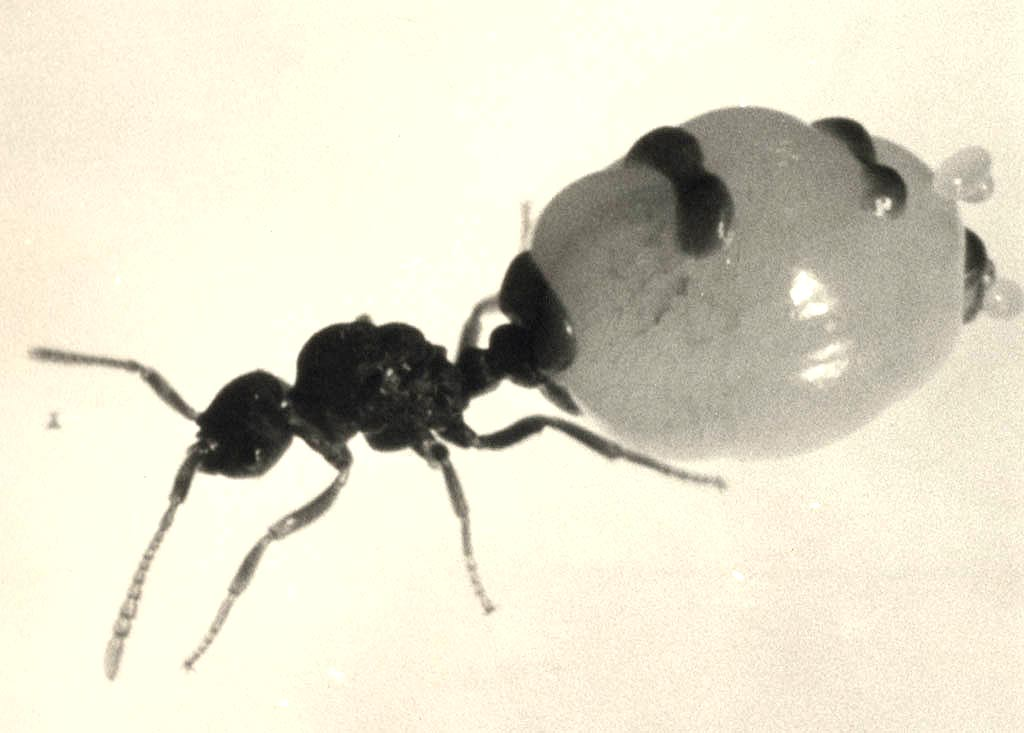
Самка социально-паразитического муравья Anergates atratulus с физогастрически увеличенным брюшком, заполненным яйцами

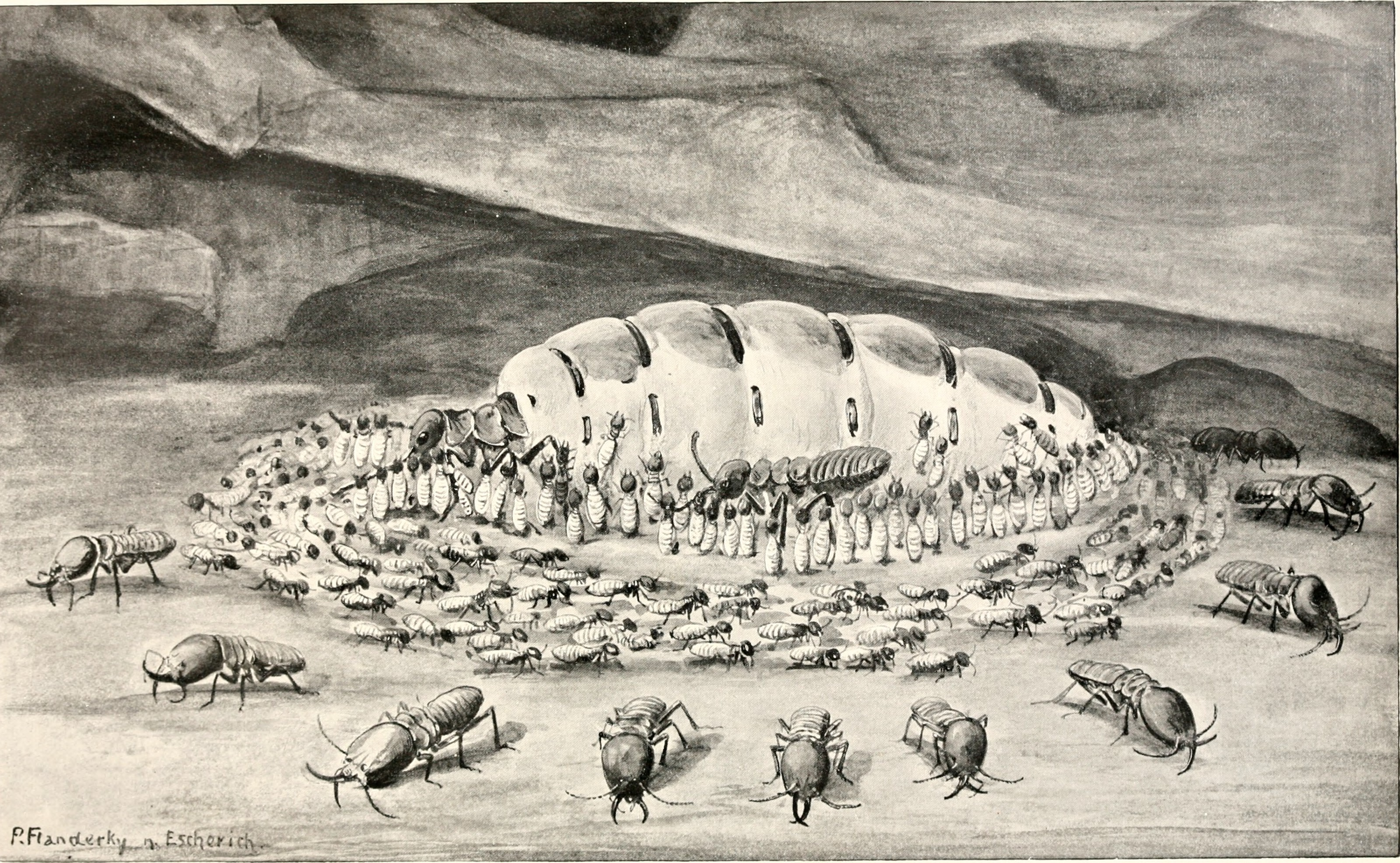
Физогастрическая матка термитов в окружении свиты рабочих и солдат

Физогастрия — разрастание (вздутие) брюшка у общественных насекомых и опистосомы у клещей, связанное с процессами питания, увеличением жирового тела, яичников или других органов (но не из-за накопления пищи, как у медовых муравьёв). Описана у клещей сем. Pyemotidae, многих видов муравьёв и термитов, а также термитофильных жуков (например, стафилинов).

## Описание

### Муравьи
Муравьям принадлежат многие «рекорды мира». Например, численность колоний муравьёв может быть очень высокой, до 15 млн особей в одном гнезде. Одна из причин такого размера колоний — возможность самки не покидать гнезда и не заниматься кормлением личинок, а заниматься только откладыванием яиц. У моногинных видов муравьёв, например, наблюдается сильное развитие яичников, в результате чего значительно возрастает продуктивность самки. Плодовитость её достигает десятков и сотен тысяч яиц в неделю (по сравнению с десятками яиц у обычных самок полигинных видов). При этом происходит резкое увеличение объёма брюшка самки, оно как бы вздувается из-за гипертрофированных яичников.
У некоторых видов муравьев физогастрия маток постоянная, у других брюшко матки раздувается только в период интенсивной откладки яиц. Гипертрофия яичников у социально-паразитических инквилин, таких как Anergates atratulus развивается после проникновения в муравейник вида-хозяина, что позволяет сочетать мобильность расселяющейся самки и высокую плодовитость. Наиболее выражена физогастрия у самок тропических муравьёв-кочевников и высших термитов. Их физогастрические самки не могут самостоятельно передвигаться и полностью зависят от рабочих. У обитающих в лесной зоне России чёрного садового и жёлтого земляного муравьёв матки также становятся малоподвижными и ничем кроме откладки яиц и питания не занимаются.

### Пчёлы
Многие безжальные пчёлы (Meliponini) имеют физогастрических самок, например, такие южно-американские виды как Paratrigona subnuda и Schwarziana quadripunctata. Физогастрия также обнаружена у безжальных пчёл Melipona bicolor, которые факультативно полигинные, и у них в одном гнезде может быть одна или несколько физогастрических маток.

### Термиты
У некоторых термитов физогастрические самки увеличиваются до 10 см и более в длину. У матки вида Macrotermes subhyalinus яйца могут составлять до трети от массы тела матки, и в результате 15-граммовая матка может откладывать до 30 яиц в минуту. При этом процесс разрастания брюшка и яйцекладки у физогастрических самок термитов происходит без характерной для других насекомых процессов линьки кутикулы.

### Клещи
У клещей физогастрия самок наблюдается в период питания и развития потомства внутри опистосомы. Так, яйцеживородящие виды рода Pyemotes (из надсемейства амбарные, или мучные клещи, Acaroidea) рождают взрослых потомков, которые развиваются внутри брюшка физогастрических самок, питающихся насекомыми.